# فكرون

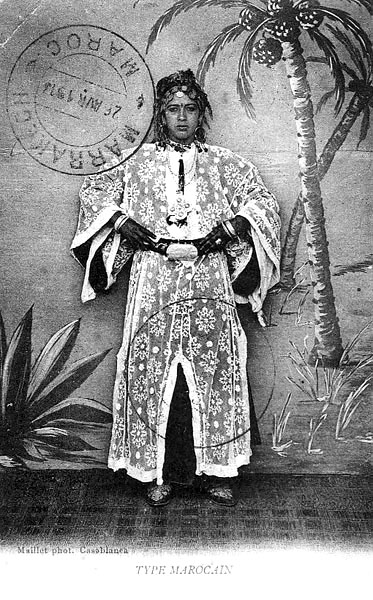
امرأة ترتدي الفكرون

الفكرون هو حزام خشن يُلبس في العديد من مناطق المغرب. يرجع اسمه والذي يعني بالدارجة المغربية «السلحفاة» إلى شكله الذي يشبه الدرع المستدير ويُعتقد أنه يجلب السعادة، كما يقي من العين الشريرة.